# Nightclubbing (песня Игги Попа)
«Nightclubbing» — песня Дэвида Боуи и Игги Попа, вышедшая на дебютном студийном альбоме Игги Попа The Idiot в 1977 году. С тех пор считается «наивысшей точкой в карьере музыканта» вместе с «Lust for Life».

## О песне
Сотрудничество музыкантов началось с альбома группы Игги Попа The Stooges Raw Power, вышедшего в 1973 году и спродюсированного Дэвидом Боуи. Ходили слухи, что именно под влиянием Игги Попа появился знаменитый персонаж Боуи Зигги Стардаст. Сдруживишись с Боуи, Игги Поп принял участие в его концертном туре Isolar в 1976 году, после чего музыканты остановились в Париже и записали первый сольный альбом Игги Попа The Idiot.
Песня «Nightclubbing» была придумана и записана в Берлине. На ней Дэвид Боуи играет на пианино под аккомпанемент барабанной партии, записанной на драм-машине Roland. Электронные барабаны остались в финальной версии песни, несмотря на желание Боуи перезаписать партию ударных с живым барабанщиком. Слова песни были придуманы сразу же после завершения записи инструментальной версии и были основаны на строчке Боуи: «Мы ходим по ночам словно привидения»
«Nightclubbing» не была выпущена в качестве сингла к альбому, однако привлекла внимание многих исполнителей. Кавер-версии песни записывали Грейс Джонс, The Human League, Эдсон Кордейро, Tars Tarkas, The Creatures, Zombie Zombie, The Jolly Boys. Песня звучит в фильме «На игле» 1996 года вместе с ещё одной композицией Игги Попа «Lust for Life».

## Участники записи
- Игги Поп — вокал
- Дэвид Боуи — клавишные, синтезатор, пианино, драм-машина, бэк-вокал
- Джордж Мюррей — бас-гитара
- Фил Палмер — гитара